# حقوق ذوي الإعاقة في نيوزيلندا
لا تُعالَج حقوق الأشخاص من ذوي الإعاقة في نيوزيلندا من خلال تشريعات خاصة، بل يتم التعامل معها ضمن إطار تشريعات حقوق الإنسان. يتم حماية حقوق الإنسان في نيوزيلندا من خلال قانون الحقوق النيوزيلندي لعام 1990 (NZ BORA) وقانون حقوق الإنسان لعام 1993. كما وقّعت نيوزيلندا وصادقت على اتفاقية الأمم المتحدة لحقوق الأشخاص ذوي الإعاقة (CRPD) في عام 2008.

## الالتزامات الدولية

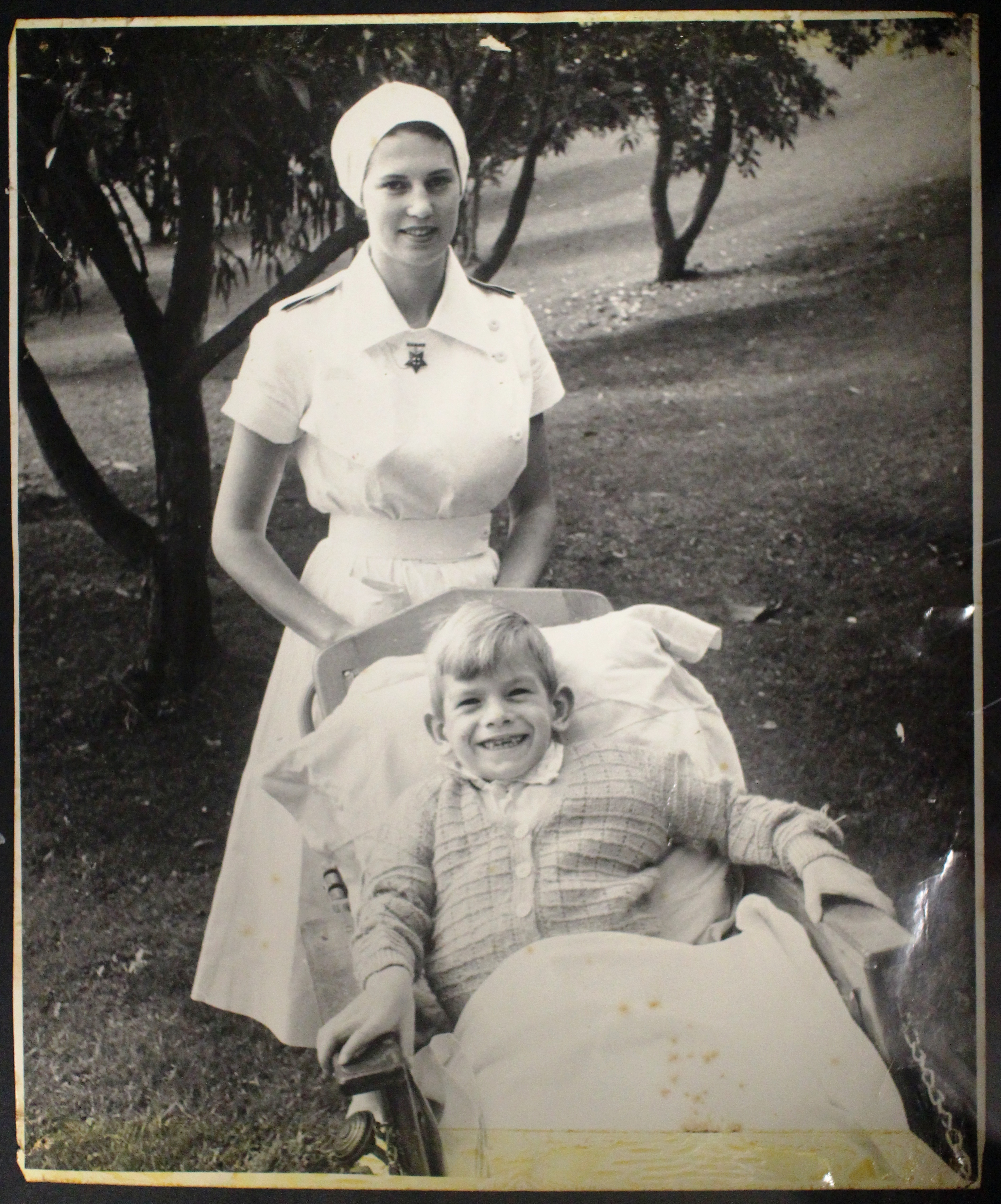
منزل ويلسون، أوكلاند

### الإعلان العالمي لحقوق الإنسان
أصبحت نيوزيلندا عضوًا في الأمم المتحدة في 24 أكتوبر 1945، وكانت من الدول الموقعة على الإعلان العالمي لحقوق الإنسان. ينص (المادة 1) من الإعلان العالمي لحقوق الإنسان على أن:
"يولد جميع الناس أحرارًا ومتساوين في الكرامة والحقوق. وقد وُهبوا عقلاً وضميرًا وعليهم أن يعامل بعضهم بعضًا بروح الإخاء."  تنص المادة 1 من الإعلان العالمي لحقوق الإنسان على أن جميع البشر يولدون أحرارًا ومتساوين في الكرامة والحقوق. أصبح هذا الإعلان معيارًا للحكم على سلوك الحكومات فيما يتعلق بحقوق الإنسان. وعلى الرغم من أن الإعلان كان يتمتع في البداية بسلطة معنوية وسياسية فقط، ولم يكن قادرًا على خلق التزامات قانونية كما هو الحال مع العهد الدولي الخاص بالحقوق المدنية والسياسية (ICCPR) والعهد الدولي الخاص بالحقوق الاقتصادية والاجتماعية والثقافية (ICESCR)،  أصبحت مبادئ الإعلان العالمي لحقوق الإنسان معترفًا بها على نطاق واسع، وقد اكتسب اليوم قوة قانونية كجزء من القانون العرفي الدولي، بما في ذلك في نيوزيلندا. بالإضافة إلى ذلك، أصبح الإعلان مرجعية أساسية في تفسير أحكام حقوق الإنسان المنصوص عليها في ميثاق الأمم المتحدة، مما يجعله ملزمًا لجميع الدول الأعضاء.

### اتفاقية حقوق الأشخاص ذوي الإعاقة
افترضت الأمم المتحدة أن الإعلان العالمي لحقوق الإنسان سيكون كافيًا لحماية الجميع. ومع ذلك، فإن 650 مليون شخص من ذوي الإعاقة حول العالم، والذين يمثلون 10% من سكان العالم، يفتقرون إلى الفرص المتاحة للأغلبية. يواجه الأشخاص ذوو الإعاقة العديد من العقبات المادية والاجتماعية التي تمنعهم من ممارسة العديد من حقوقهم. لذلك، كان من الضروري إبرام اتفاقية تتناول الإعاقة وحقوق الأشخاص ذوي الإعاقة.
اتفاقية الأمم المتحدة لحقوق الأشخاص ذوي الإعاقة هي المعيار الدولي لحقوق الأشخاص ذوي الإعاقة. وقد صادقت نيوزيلندا على هذه الاتفاقية في عام 2008، وبالتالي أصبحت ملزمة قانونيًا باحترام الحقوق المنصوص عليها في الاتفاقية وتعزيزها والوفاء بها. تهدف الاتفاقية إلى حماية كرامة الأشخاص ذوي الإعاقة وضمان معاملتهم بشكل عادل ومتساوٍ بموجب القانون. توفر هذه الاتفاقية للأشخاص ذوي الإعاقة صوتًا ومرئية وشرعية كأفراد متساوين في الإنسانية في نيوزيلندا وحول العالم. على الرغم من أن الاتفاقية لا تخلق حقوقًا أو استحقاقات جديدة، إلا أنها تعبر عن الحقوق القائمة بطريقة تراعي احتياجات وأوضاع الأشخاص ذوي الإعاقة. صادقت نيوزيلندا على البروتوكول الاختياري الملحق باتفاقية حقوق الأشخاص ذوي الإعاقة (CRPD) في 4 أكتوبر 2016.

## التشريعات الوطنية

### قانون حقوق الإنسان في نيوزيلندا لعام 1990
يهدف قانون الحقوق النيوزيلندي لعام 1990 (NZ BORA) إلى تأكيد وحماية وتعزيز حقوق الإنسان والحريات الأساسية في نيوزيلندا. بالإضافة إلى ذلك، يؤكد قانون الحقوق النيوزيلندي (NZ BORA) التزام نيوزيلندا بالعهد الدولي الخاص بالحقوق المدنية والسياسية (ICCPR) ويوفر الحق في التمتع بالحرية من التمييز على أساس الإعاقة وفقًا للأسباب المنصوص عليها في قانون حقوق الإنسان لعام 1993. على الرغم من الاقتراحات بأن قانون الحقوق النيوزيلندي (NZ BORA) قد حصل على "وضع دستوري"، إلا أنه ليس قانونًا ساميًا، ولا يزال بإمكان البرلمان تجاوزه من خلال القوانين.

### قانون حقوق الإنسان لعام 1993
تنص الفقرة 21(1)(h) من القانون على أن التمييز على أساس الإعاقة، دون مبرر قانوني، هو أمر غير قانوني. وتعرف الفقرة 21(1)(h) الإعاقة على أنها:
1. الإعاقة أو العجز الجسدي
2. المرض الجسدي
3. المرض النفسي
4. الإعاقة أو العجز الفكري أو النفسي
5. أي فقدان أو شذوذ في الهيكل أو الوظيفة النفسية أو الفسيولوجية أو التشريحية
6. الاعتماد على كلب إرشاد، أو كرسي متحرك، أو أي وسيلة علاجية أخرى
7. وجود كائنات في الجسم قادرة على التسبب في المرض (مثل فيروس نقص المناعة البشرية أو التهاب الكبد)

## قضايا حقوق الأشخاص ذوي الإعاقة في نيوزيلندا

### التمييز غير القانوني
يحدث التمييز عندما يتم معاملة شخص ما بشكل غير عادل أو بشكل أقل تفضيلًا مقارنةً بالآخرين في نفس الظروف أو ظروف مشابهة. يمكن أن يحدث التمييز أيضًا ضد الأقارب والأصدقاء للأشخاص ذوي الإعاقة. يكون التمييز غير قانوني فقط إذا حدث في أحد مجالات النشاط المحددة في القانون، بما في ذلك العمل، والتعليم، أو الأنشطة الحكومية. قدمت لجنة حقوق الإنسان في نيوزيلندا صيغة للمساعدة في تحديد ما إذا كانت نشاط أو ممارسة ما تمثل تمييزًا غير قانوني. يجب أن تتواجد المكونات التالية ليكون التمييز غير قانوني:
- الأرض + المساحة + العيب + غياب الاستثناء أو التبرير = تمييز غير قانوني.[13]

### التمييز المشروع
توجد مبررات قانونية للتمييز على أساس الإعاقة أيضًا. فيما يتعلق بالتوظيف، يمكن أن يتم التعامل مع الشخص ذي الإعاقة بشكل مختلف إذا لم يكن قادرًا على أداء واجباته دون مساعدة من خدمات خاصة، والتي يُعتبر من غير المعقول توقعها من صاحب العمل. بالإضافة إلى ذلك، إذا كان البيئة التي يتم فيها أداء الواجبات تشكل خطرًا غير معقول على الشخص ذي الإعاقة أو على من حوله، بما في ذلك خطر عدوى الآخرين بمرض، فإن ذلك يُعتبر مبررًا قانونيًا للتمييز أيضًا. ومع ذلك، لن يكون المبرر قانونيًا إذا كان بالإمكان أداء الواجبات مع إجراء بعض التعديلات على الأنشطة من قبل صاحب العمل دون أن يترتب على ذلك اضطراب غير معقول.
يسمح القانون النيوزيلندي برفض منح الجنسية للمهاجرين إذا كانوا سيحتاجون إلى علاج مكلف من نظام الرعاية الصحية العامة. يعارض نشطاء حقوق المهاجرين وذوي الإعاقة في نيوزيلندا هذه القوانين الخاصة بالهجرة باعتبارها "قوانين تمييزية" و"قائمة على قدرة الأفراد".

### التمييز غير المباشر
يحمي قانون حقوق الإنسان أيضًا الأفراد من التمييز المباشر وغير المباشر. "التمييز غير المباشر" يصف الحالة التي تؤثر فيها ممارسة أو شرط يبدو محايدًا بشكل ظاهر بشكل سلبي وغير متناسب على أحد الفئات التي يُعتبر التمييز ضدها غير قانوني، ولا يمكن تبرير هذه الممارسة أو الشرط بشكل موضوعي. الأشخاص ذوو الإعاقة معرضون بشكل خاص للتمييز غير المباشر. على سبيل المثال، يحدث التمييز غير المباشر ضد الأشخاص الذين يستخدمون الكراسي المتحركة إذا كانت الطريقة الوحيدة للوصول إلى المتجر هي صعود السلالم.

## مبادرات حماية وتوعية ذوي الإعاقة

### حق التصويت المتساوي والاقتراع
يمنح قانون الحقوق النيوزيلندي (NZ BORA) الشخص ذو الإعاقة حقًا متساويًا في التصويت بواسطة الاقتراع السري. ولكي يحدث ذلك، يجب أن يكون الفرد فوق 18 عامًا وأن يحصل على الجنسية النيوزيلندية أو الإقامة الدائمة. ومع ذلك، يمكن أن يتم حرمانه من هذا الحق في بعض السياقات. على سبيل المثال، يُستبعد الشخص ذو الإعاقة من التصويت إذا احتجازة لمدة ثلاث سنوات أو أكثر بسبب جريمة جنائية. بالإضافة إلى ذلك، يمكن أن يتعرض الحق في الاقتراع السري للخطر عندما يكون الناخب ضعيف البصر أو يواجه صعوبة في تفسير وقراءة ورقة الاقتراع. يحتاج الفرد إلى مساعدة في الإدلاء بصوته، مما يعني أنه قد يضطر إلى الكشف عن تفضيله لشخص آخر.
وجد تقرير المشاركة السياسية للجميع  وجدت الأبحاث أن أنظمة التصويت والسياسة في نيوزيلندا لم تُصمم لتناسب الجميع، حيث يعاني الأشخاص ذوو الإعاقة بشكل خاص. وقد تبين أن هؤلاء الأشخاص واجهوا عقبات في ممارسة حقهم في التصويت والمشاركة في الحياة السياسية والعامة. شملت هذه العقبات نقص المعلومات وورقات الاقتراع غير القابلة للوصول، بالإضافة إلى عدم وجود مرافق مادية تتيح للأشخاص ذوي الإعاقة التفاعل مع السياسيين.
في 20 سبتمبر 2014، قدمت نيوزيلندا التصويت عن طريق الهاتف. وبسبب ذلك، أشادت الأمم المتحدة بالبلد في ملاحظاتها الختامية لتمكين الأشخاص ذوي الإعاقة من التصويت.

### إمكانية الوصول العامة
تتدعي لجنة حقوق الإنسان أن نيوزيلندا هي مجتمع شامل بالكامل يعترف بقيمة الأشخاص ذوي الإعاقة ويعتبرهم مشاركين متساوين. تعتبر احتياجات هؤلاء الأفراد جزءًا لا يتجزأ من النظام الاجتماعي والاقتصادي ولا يتم تحديدها على أنها "خاصة". تُعتبر احتياجات هؤلاء الأفراد جزءًا أساسيًا من النظام الاجتماعي والاقتصادي، وليس مجرد "احتياجات خاصة". وجدت الدراسات أن البيئة العمرانية في نيوزيلندا نادراً ما تُصمم مع مراعاة جميع المستخدمين. وهذا يستبعد بشكل خاص الأشخاص ذوي الإعاقة، الذين يمثلون حوالي 17 إلى 20 في المئة من سكان نيوزيلندا، من استخدام والوصول إلى المرافق والخدمات مثل المباني، والحدائق، ومرافق الترفيه.

### الوصول إلى المعلومات
تقرير "المعلومات الأفضل للجميع: حقوق الأشخاص ذوي الإعاقة في عصر المعلومات"  وجد التقرير أن المعلومات ليست متاحة لمجموعة واسعة من الأشخاص ذوي الإعاقة. تعتمد حقوق الإنسان على إمكانية الوصول إلى المعلومات والمنتجات والخدمات. كما اكتشاف أن المعلومات والاتصالات في نيوزيلندا غالبًا ما كانت مصممة لنوع واحد من المستخدمين النهائيين: وهو الفرد القادر على استخدام الإنترنت، والذي يمكنه الرؤية والقراءة باللغة الإنجليزية بشكل كفء، ويفتقر إلى صعوبات التعلم.

### تقديم شكوى
تعد اللجنة كيانًا مستقلًا تحت رعاية التاج، وتتحمل مسؤولية إدارة قانون حقوق الإنسان لعام 1993 ومراقبة اتفاقية حقوق الأشخاص ذوي الإعاقة. يمكن للفرد تقديم شكوى إلى لجنة حقوق الإنسان إذا شعر بأن حقوقه الإنسانية قد تم انتهاكها. يمكن تقديم الشكوى بلغة الإشارة مع توفير مترجمين. بالإضافة إلى ذلك، تقدم اللجنة خدمات مجانية وسرية. يمكنها إرشاد المشتكين حول ما إذا كانت الشكوى مشمولة بقانون حقوق الإنسان وما إذا كانت اللجنة تستطيع المساعدة من خلال الوساطة. إذا لم تنجح الوساطة، يمكن تقديم المشورة بشأن الخيارات القانونية المحتملة.
طورت اللجنة أيضًا إرشادات لاستخدام لغة حقوق الأشخاص ذوي الإعاقة كأداة عملية عند الإشارة إلى الأشخاص ذوي الإعاقة. ومع ذلك، يمكن أن تعكس اختيار الكلمات المواقف تجاه الأشخاص ذوي الإعاقة. وبسبب ذلك، اقترحت اللجنة استخدام لغة تركز على الأشخاص تعترف بأن الشخص ذي الإعاقة هو، في المقام الأول، إنسان. من وجهة نظرهم، هذه واحدة من العديد من الطرق التي يمكن لنيوزيلندا من خلالها تعزيز واحترام كرامة الأشخاص ذوي الإعاقة وفقًا لاتفاقية الإعاقة.

### الاعتراف بالأشخاص ذوي الإعاقة
اليوم الدولي للأشخاص ذوي الإعاقة بدأ لأول مرة في عام 1992 ويُحتفل به سنويًا في 3 ديسمبر. تروج الأمم المتحدة لهذا اليوم في جميع أنحاء العالم لتشجيع فهم أفضل لقضايا الإعاقة. لكل عام موضوع مختلف، على سبيل المثال، كان موضوع عام 2015 "الشمولية مهمة: الوصول والتمكين للأشخاص من جميع القدرات"، والذي هدف إلى ضمان تمكين الأشخاص ذوي الإعاقة لخلق الفرص والاستفادة منها. في هذا الحدث، تم توزيع آلاف الأساور البرتقالية الزاهية التي كُتب عليها "الشمولية مهمة" على المنظمات في جميع أنحاء نيوزيلندا للاحتفال باليوم والاعتراف به. تعتقد حكومة نيوزيلندا أن ارتداء هذا السوار يمثل دعوة لدمج الأشخاص ذوي الإعاقة في جميع مجالات الحياة.

## روابط خارجية
- لجنة حقوق الإنسان نسخة محفوظة 22 April 2016 على موقع واي باك مشين. </link>
- تقرير منظمات الأشخاص ذوي الإعاقة في نيوزيلندا نسخة محفوظة 5 مايو 2024 على موقع واي باك مشين.
- تقرير حقوق الأشخاص ذوي الإعاقة نسخة محفوظة 24 يوليو 2018 على موقع واي باك مشين.
- قانون حقوق الإنسان في نيوزيلندا
- قانون حقوق الإنسان لعام 1993